# Фуипијано Вале Имања
Фуипијано Вале Имања (итал. Fuipiano Valle Imagna) је насеље у Италији у округу Бергамо, региону Ломбардија.
Према процени из 2011. у насељу је живело 205 становника. Насеље се налази на надморској висини од 1055 м.

## Становништво
Према резултатима пописа становништва 2011. у општини је живело 221 становника.
| 1936. | 1951. | 1961. | 1971. | 1981. | 1991. | 2001. | 2011. |
| ----- | ----- | ----- | ----- | ----- | ----- | ----- | ----- |
| 314   | 331   | 299   | 263   | 260   | 242   | 230   | 221   |